# Возмездие (роман)
«Возмездие» (англ. Retribution) — фантастический роман Дрю Карпишина, действие которого происходит во вселенной Mass Effect.
Книга была анонсирована 12 января 2010 года и вышла 31 июля того же года. В конце января 2012 года издана на русском языке издательством «Азбука»

## Сюжет
Книга рассказывает о нелегальном эксперименте «Цербера», последствия которого приходится устранять не только организации, но и ещё многим людям, которых он тем или иным образом коснулся.